# Gabonionta

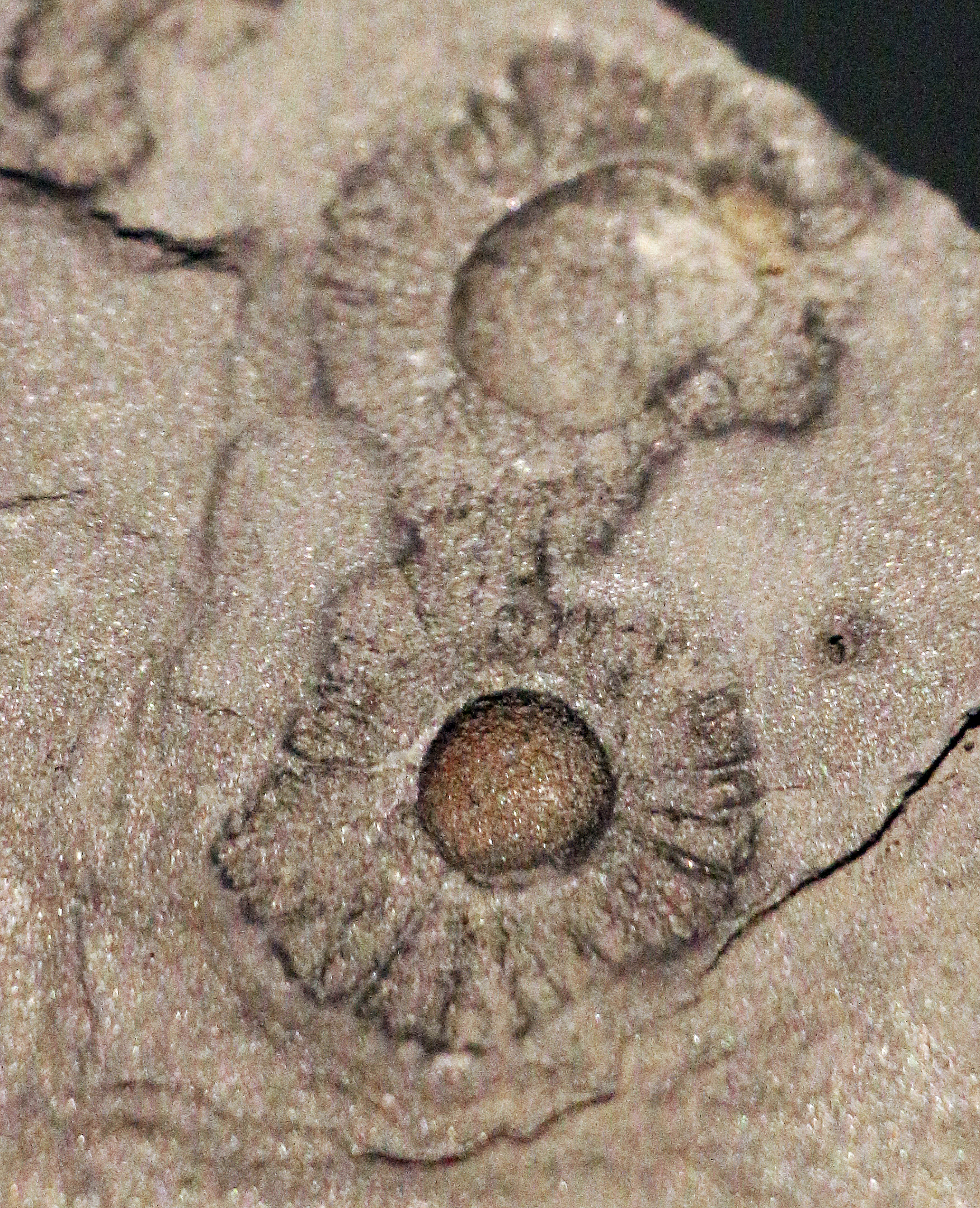
Odciski proterozoicznych organizmów zachowane w gabońskich łupkach

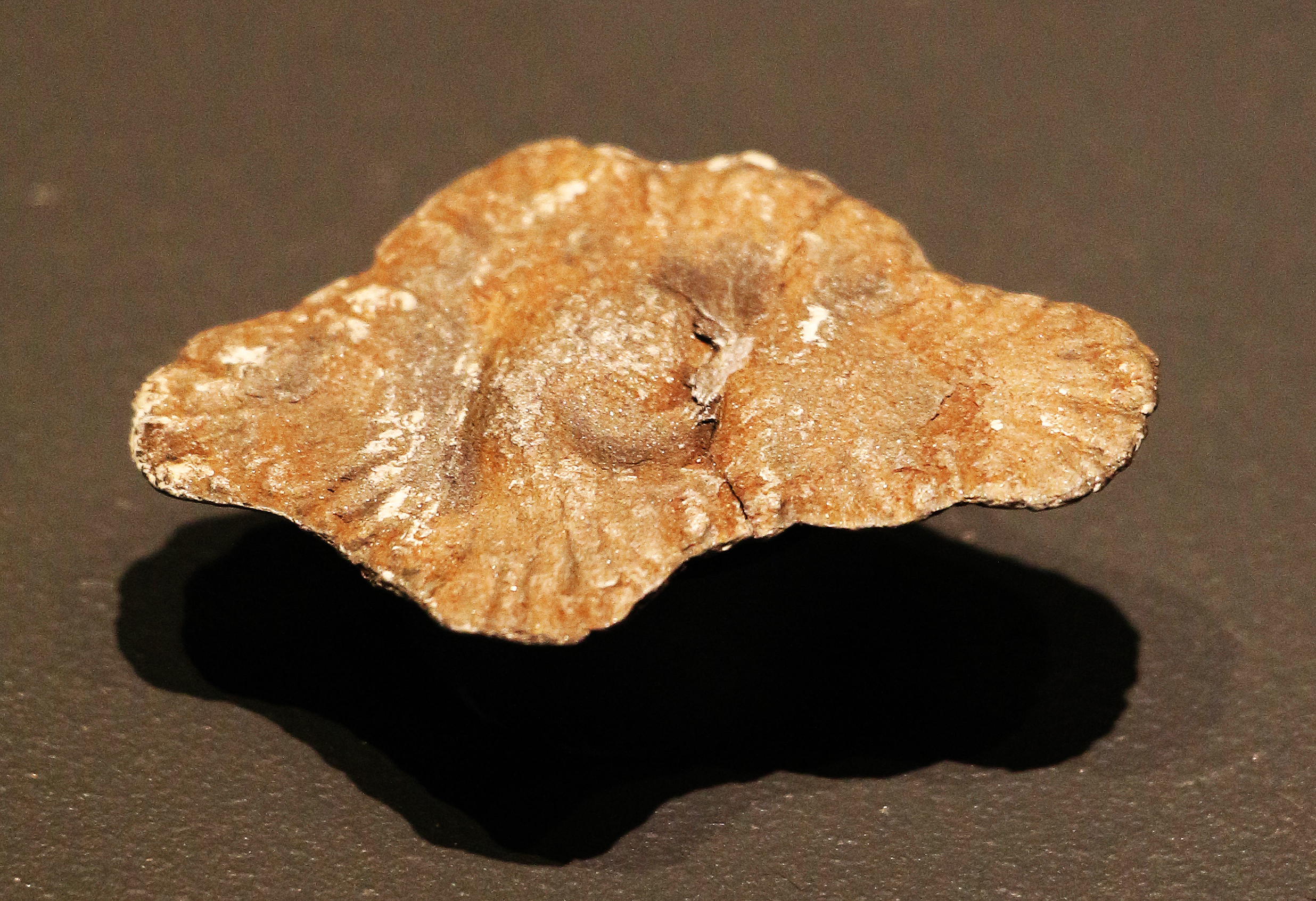
Skamieniałość o długości 12 cm

Gabonionta – grupa makroskopowych skamieniałości, uważanych za pozostałości pierwszych, prawdopodobnie eukariotycznych organizmów wielokomórkowych, pochodzących sprzed 2,1 miliarda lat (z paleoproterozoiku). Zostały one odkryte w 2010 roku w Gabonie w Afryce Środkowej. Ich odkrycie świadczy o tym, że ewolucja wielokomórkowców rozpoczęła się co najmniej 200 milionów lat wcześniej niż uprzednio sądzono. Odkrycia dokonała grupa pod kierownictwem marokańsko-francuskiego geologa Abderrazaka El Albaniego z Uniwersytetu Poitiers.

## Morfologia
Są to skamieniałości mierzące do 17 cm długości, niezwykle duże jak na okres, z którego pochodzą, w którym biosferę tworzyły niemal wyłącznie mikroorganizmy. Do skamieniałości o złożonych kształtach zalicza się okazy podłużne i zaokrąglone. Znaleziska potencjalnie mogą należeć do kilku różnych gatunków. Centralna część ciała jest sferyczna lub elipsoidalna, zewnętrzna struktura rozchodzi się promieniście od centrum. Gabonionta mają strukturę przestrzenną wykazującą skoordynowany wzrost komórek. Nie ma pewności, czy były to prawdziwe wielokomórkowce, czy też wysoce zorganizowane kolonie komunikujących się mikroorganizmów. Geny odpowiedzialne za komunikację międzykomórkową powstały wcześniej niż pojawiły się organizmy wielokomórkowe, ale okazy z Gabonu nie przypominają znanych kolonii bakteryjnych.
Budowa wewnętrzna tych wymarłych organizmów została zbadana dzięki zastosowaniu mikrotomografii. Pozwoliła ona na trójwymiarowe zobrazowanie skamieniałości i odkrycie, że mimo różnic wykazują one wspólny plan budowy ciała.

## Kontekst geologiczny
Okazy pochodzą z czarnych łupków basenu Franceville w pd.-wsch. Gabonie, o wieku 2100 ± 30 milionów lat. Organizmy posiadały miękkie ciała, które zostały spirytyzowane; niektóre z nich przed fosylizacją były wygięte. Analizy izotopów węgla i siarki wykazują różnice między skamieniałościami i skałą macierzystą, wskazując też na szybką pirytyzację. W skałach formacji Franceville występuje także steran, biomarker charakterystyczny dla eukariontów. Te fakty – zdaniem odkrywców – wykluczają nieorganiczne pochodzenie okazów, sugerując, że mogą one reprezentować skamieliny eukariontów. Nie wszyscy naukowcy są przekonani przedstawioną argumentacją; paleontolog Adolf Seilacher uważał, że są to pseudoskamieniałości, konkrecje pirytowe.
Łupki charakteryzują się wysoką gęstością skamieniałości, sięgającą 40 osobników na metr kwadratowy. Do marca 2014 roku znanych było ponad 450 okazów pochodzących z 45 różnych horyzontów (warstw). Prawdopodobnie organizmy te żyły na dnie płytkiego morza, tworząc kolonie.

## Kontekst paleontologiczny
Pierwsze masowe pojawienie się makroskopowych skamieniałości organizmów wielokomórkowych przypada na koniec neoproterozoiku (ok. 600 milionów lat temu) – jest to zespół organizmów znanych jako fauna ediakarańska. Do 2010 znane były już skamieniałości prawdopodobnych wielokomórkowych eukariontów o wieku przekraczającym 1 miliard lat: Grypania spiralis (2,1–1,3 Ga) i Horodyskia (1,5 Ga). Pierwsza skamieniałość jest przez wielu uczonych interpretowana jako plecha glonowa, która może być pozostałością wielokomórkowego organizmu eukariotycznego, ale także kolonii jednokomórkowych sinic. Horodyskia z kolei może być grzybem, ale również ma dosyć prymitywną morfologię, przypominającą społeczności bakterii lub archeonów. Gabonionta mają znacznie bardziej złożoną strukturę.

## Środowisko paleoproterozoiku
Analizy geochemiczne skał paleoproterozoicznych sugerują, że pojawienie się złożonych form życia nie było przypadkowe, ale wiązało się ze zmianami środowiska na skalę całej planety. Na początku eonu proterozoicznego miało miejsce zjawisko gwałtownego wzrostu zawartości tlenu w atmosferze (tzw. katastrofa tlenowa) oraz zlodowacenie hurońskie, będące jednym z najsilniejszych zlodowaceń w historii (prawdopodobnie miało zasięg globalny). 2,1 miliarda lat temu zlodowacenie dobiegło końca, a wody oceanów Ziemi były natlenione. Jakkolwiek oznaczało to masowe wymieranie anaerobów, dawało to również szansę dla rozwoju organizmów oddychających tlenem. Osady z Gabonu powstały ok. 200–250 milionów lat po pierwszym dużym wzroście zawartości tlenu. To „okno ewolucyjne” trwało jednak relatywnie krótko, zakończyło się wraz z gwałtownym spadkiem zawartości tlenu w wodach oceanicznych. Wiązał się on z tzw. zdarzeniem Lomagundi, okresem, w którym w osadach zostały zdeponowane duże ilości organicznego węgla, który następnie wszedł w reakcję z wolnym tlenem. Zmiany środowiska doprowadziły do wyginięcia gabońskich organizmów.
Skamieniałości te zostały po raz pierwszy wystawione na widok publiczny w marcu 2014 przez Muzeum Historii Naturalnej w Wiedniu.